# استدقاق

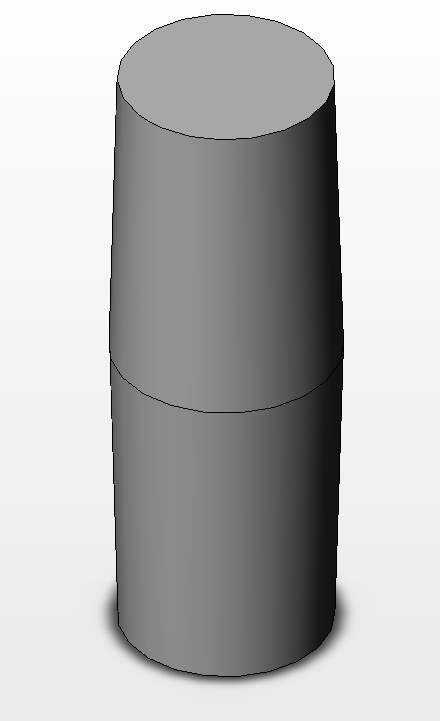
اسطوانة مستدقّة طوليًا

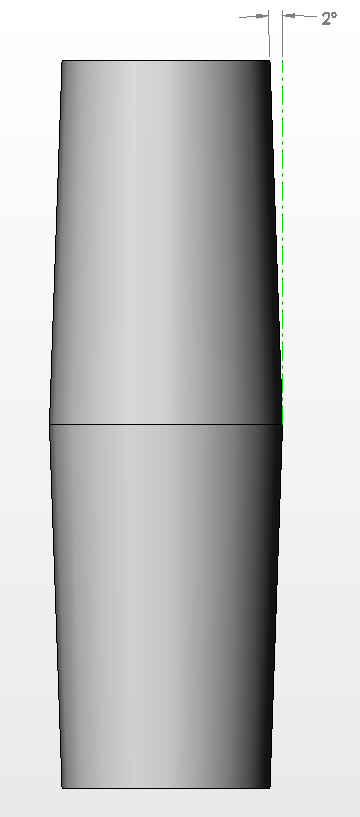
مسقط جانبي لرسم اسطوانة مع كتابة أبعاد ميل الاستدقاق.

الاستدقاق في الهندسة هو مقدار التدرّج في الأجزاء المصبوبة أو المسبوكة العمودي على خط محور الجزء، ويقاس الاستدقاق بالدرجات أو ملليمتر/ملليمتر (إنش/إنش).
إذا اعتبرنا تصنيع صندوق بلاستيكي مجوف، بدون غطاء. بمجرد تصلب البلاستيك حول القالب، يجب إزالة القالب. يراعى أيضًا إمكانية انكماش البلاستيك قليلًا على القالب مع تصلّبه. والآن مع صناعة القالب بجوانب مستدقّة، أي بتصنيعها مائلة بدرجة مناسبة، وليكن درجتين، سيصبح إزالة القالب أسهل. وهذا تطبيق للاستدقاق في الصناعة.
إذا كان اتجاه إزالة القالب لأعلى، يجب أن يستدق الصندوق باتجاه الأسفل، بحيث تكون الأبعاد الداخلية للصندوق عند أسفله أقل منها عند أعلاه (من حيث سيخرج القالب).
بتحديد الطول والعرض العلويين وزاوية الميل والعمق، ليس من الضروري تحديد الأبعاد السفلية، نظرًا لإمكانية حسابها من الأبعاد المذكورة سلفًا.
لصناعة جزء بدون أية زوايا استدقاق، يتطلب الأمر قالبًا يمكن فصله إلى جزئين أو أكثر، وذلك لتحرير الجزء المصبوب.